# Quingburk
Quingburk je svazek obcí v okresu Bruntál, jeho sídlem jsou Holčovice a jeho cílem je realizace regionálního rozvoje, rozvoj cestovního ruchu. Sdružuje celkem 2 obce a byl založen v roce 1999.

## Obce sdružené v mikroregionu
- Holčovice
- Heřmanovice